# Uschi Digard
Uschi Digard (* 15. August 1948 als Ursula Bernell in Saltsjö-Duvnäs) ist eine schwedische Schauspielerin, Erotik-Darstellerin und Fotomodell. Sie spielte unter anderem in Filmen des Regisseurs Russ Meyer und wirkte auch selbst als Film-Produzentin.

## Leben
Entgegen anders lautenden Gerüchten ist Digard nicht in North Dakota, USA geboren, sondern in einer schwedischen Kleinstadt nahe Stockholm. Über ihre Kindheit sagte Digard: „Ich wurde als Kind in eine Klosterschule geschickt, weil das eine der besten Schulen des Landes war und ich war als Kind schon promiskuitiv – allerdings nicht mit Männern, sondern mit Büchern. Ich liebte es, zu lesen und im Alter von sechs Jahren beschloss ich, Fremdsprachen zu lernen, weil ich Bücher, die übersetzt worden waren, nicht ertragen konnte. Sie hatten ihre Originalität verloren. Als ich sieben Jahre alt war, hatte ich jedes Buch der Stadtbücherei gelesen.“
Vor ihrer Filmkarriere arbeitete Digard als Übersetzerin im Schmuckhandel, wo sie ihre Kenntnisse in Deutsch, Italienisch, Spanisch, Französisch, Englisch und den skandinavischen Sprachen ausbaute. Hörbar war ihr starker schwedischer Akzent in einer Sprechrolle in dem Russ-Meyer-Film Cherry, Harry & Raquel!.
Ihre Filmkarriere begann Digard in Schweden mit Auftritten in verschiedenen Erotikfilmen, die nach heutigen Maßstäben allerdings nicht als pornografisch zu bezeichnen wären. 1966 wanderte sie in die USA aus, wo sie in zahlreichen  Sexploitationsfilmen auftrat und sich für Porno- und Männermagazine ablichten ließ.
In den späten 1960ern und den 1970ern gehörte Digard zu den bekanntesten Busenmodellen. In dieser Zeit begann sie, auch in den USA als Filmschauspielerin zu arbeiten, so in mehreren Filmen des Regisseurs Russ Meyer.
Später wirkte sie in mehreren Hardcorefilmen neben Pornostars wie John Holmes, Candy Samples und Kitten Natividad mit.
Uschi Digard ist verheiratet und lebt in Palm Springs.

## Pseudonyme
Uschi Digard trat in mehr als 160 Filmen sowohl unter diesem Namen als auch unter einer Reihe von Pseudonymen auf: Astrid, Ann Biggs, Debbie Bowman, Britt, Marie Brown, Clarissa, Debbie, Ushi Devon, Julia Digaid, Uschi Digaid, Ushi Digant, Ursula Digard, Ushie Digard, Ushi, Ushi Digard, Uschi „Soul“ Digard, Uschi Digart, Ushie Plushie, Alicia Digart, Uma Digart, Uschi Dansk, Uschi Digart, Ushi Digart, Ushi Digert, Uschi Digger, Beatrice Dunn, Gina, Sheila Gramer, Ilsa, Cynthia Jones, Karin, Astrid Lillimor, Astrid Lillimore, Linda Lolli, Lola, Marie Marceau, Marni, Mindy, Mookie, Olga, Inge Pinson, Ronnie Roundheels, Sherrie, Heidi Bush, H. Sohl, Heide Sohl, Heidi Sohler, U. Heidi Sohler, Susie, Edie Swenson, Joanie Ulrich, Ursula, Uschi, Ushi, Elke Vann, Elke Von, Jobi Winston und Ingrid Young.

## Filmografie (Auswahl)
- 1968: The Big Snatch
- 1969: Uschi!
- 1970: Cherry, Harry & Raquel!
- 1971: The Seven Minutes
- 1971: Wow, It’s Cindy!
- 1971: Sexualrausch
- 1971: The Erotic Adventures of Pinocchio
- 1972: Bang! Bang! The Mafia Gang
- 1972: Prison Girls
- 1974: The Dicktator
- 1974: I Want You
- 1975: Ilsa: She-Wolf of the SS
- 1975: Female Chauvinists
- 1975: Supervixens – Eruption
- 1977: The Kentucky Fried Movie
- 1979: Beneath the Valley of the Ultra-Vixens
- 1980: John Holmes and the All-Star Sex Queens
- 1980: Disco Sex Party
- 1980: Uschi Digard vs Candy Samples – Battle of the Bosoms
- 1989: Uschi vs. Roni
- 2001: Pandora Peaks